# ノダ
株式会社ノダは、建材製品（内装材・外装下地材・住宅機器他）、繊維板、合板の製造、輸入、加工および販売を行う企業。
本社は東京だが主力生産拠点は、前身の野田製材所時代の創業地である静岡県である。

## 沿革
- 1938年（昭和13年）1月 - 株式会社野田製材所を設立。
- 1942年（昭和17年）6月 - 野田合板株式会社に社名変更。
- 1990年（平成2年）3月 - 現社名に変更。
- 1995年（平成7年）10月 - 東京証券取引所2部に上場。

## 製品
- 内装ドア・内装引戸
- 機能ドア・機能引戸
- 収納
- 床材
- 階段・手摺
- 内壁材・造作材・カウンター
- 外装内装下地材
- 木質素材
- 建築工法

## 工場
- 清水工場 - 静岡県静岡市清水区
- 富士川工場 - 静岡県富士市

## 関連会社など
- 石巻合板工業（宮城県石巻市）
- アドン（静岡県静岡市）
- ナフィックス（東京都台東区）
- アイピーエムサービス（宮城県石巻市）
- 巴川製作所（静岡県静岡市）
- PT. SURA INDAH WOOD INDUSTRIES　 スラインダー社 （インドネシア）
- SANYAN WOOD INDUSTRIES SDN. BHD.　 サンヤン社（マレーシア　現地企業との合弁会社）